# Neil Trudinger
Neil Sidney Trudinger (Ballarat, Austrália, 20 de junho de 1942) é um matemático australiano.
Trudinger estudou na Universidade da Nova Inglaterra, obtendo um doutorado em 1966 na Universidade Stanford, orientado por David Gilbarg, com a tese Quasilinear Elliptical Partial Differential Equations in n Variables. Em seguida foi pós-doutor no Instituto Courant de Ciências Matemáticas, em 1967 trabalhou na Universidade de Pisa, de 1968 a 1970 esteve na Universidade Macquarie, na Universidade de Queensland e em 1971 na Universidade de Minnesota e na Universidade Stanford, antes de ser professor na Universidade Nacional da Austrália em Camberra, onde está atualmente. De 1989 a 1993 foi também professor na Universidade Northwestern.
Em 2008 recebeu o Prêmio Leroy P. Steele, por seu livro em co-autoria com Gilbarg. Em 2006 foi palestrante convidado ("Invited Speaker") no Congresso Internacional de Matemáticos em Madri (Recent developments in elliptic partial differential equations of Monge-Ampere type).

## Obras
- com David Gilbarg: Elliptic partial differential equations of second order, Springer, 1977, ISBN 3-540-41160-7